# Kohlenstoffdioxid-Düngung
Die Kohlenstoffdioxid- oder kurz CO2-Düngung ist eine Düngungsmethode für Pflanzen in den Bereichen Gewächshäuser sowie Aquarien und Gartenteichen.
Daneben werden unter anderem beim FACE-Experiment auch Versuche im Freiland und in Klimakammern zum CO2-Düngungseffekt bei Nutzpflanzen durchgeführt.

Abhängigkeit der Photosyntheserate von der CO_{2}-Menge in der Luft bei C_{3}- und C_{4}-Pflanzen.

## Grundlagen
Pflanzen benötigen zur Photosynthese Kohlenstoffdioxid (CO2) und produzieren dabei Sauerstoff. Das in der natürlichen Umgebungsluft enthaltene CO2 liegt mit einem Anteil von derzeit ca. 400 Teile pro Million (Parts per Million = ppm) unterhalb des für C3-Pflanzen wie Weizen, Roggen oder Reis zum Wachstum optimalen Anteils von ca. 800 bis 1000 ppm. Wird den Pflanzen zusätzliches Kohlenstoffdioxid zur Verfügung gestellt, können die Pflanzen besser beziehungsweise schneller wachsen. Bei den C4-Pflanzen, zu denen unter anderem Mais, Zuckerrohr und Hirse gehören, liegt die Sättigungsgrenze knapp oberhalb von 400 ppm, sodass eine CO2-Düngung bei diesen Pflanzenarten nicht erforderlich ist. Ähnliches gilt für die Gruppe der CAM-Pflanzen, deren Stoffwechsel ebenfalls relativ wenig CO2 benötigt.
Ein CO2-Düngeeffekt kann indes nur eintreten, wenn die Verfügbarkeit von Wasser und Nährstoffen parallel zum Anstieg der CO2-Konzentration zunimmt. Von daher hat der globale CO2-Düngeeffekt in der Natur seit den 1980er-Jahren stark abgenommen.

## Anwendung in Gewächshäusern
Durch eine Anreicherung der im Gewächshaus vorhandenen Luft mit CO2 kann das Pflanzenwachstum bei manchen Arten um bis zu 40 Prozent gesteigert werden. Üblicherweise erfolgt eine CO2-Düngung in Gewächshäusern über sogenannte CO2-Kanonen, die in einer offenen Brennkammer Gas verbrennen und über einen Ventilator dem Raum zuführen. Auch von Heizanlagen oder einem Blockheizkraftwerk zur Beheizung und Stromerzeugung kann der im Abgas enthaltene Anteil an Kohlenstoffdioxid zur Düngung genutzt werden. Kohlenstoffreiche Sekundäre Pflanzenstoffe wie zum Beispiel Herzglykoside (Cardenolide) erfahren durch Kohlendioxidanreicherung eine zusätzliche Steigerung ihres Gehaltes im pflanzlichen Gewebe.

### Negative Effekte
Bei einer übermäßigen Erhöhung der CO2-Konzentration hört die wachstumsfördernde Wirkung jedoch auf und schlägt ins Gegenteil um.
Untersuchungen an der Acker-Schmalwand ergaben, dass bei bis auf 750 ppm erhöhten CO2-Konzentrationen die Biomasseproduktion dieser Pflanze niedriger war als unter Normalbedingungen. Es ist daher denkbar beziehungsweise wahrscheinlich, dass auch andere Pflanzen bei derart erhöhten Konzentrationen mit einer geringeren Biomasseproduktion reagieren.

## Anwendung in der Aquaristik
Wasserpflanzen benötigen zur Photosynthese im Wasser gelöstes Kohlenstoffdioxid. In Aquarien kommt es oft vor, dass im Wasser zu wenig CO2 gelöst ist, weil zu viele Pflanzen CO2 verbrauchen. In der Aquaristik weit verbreitet ist die Düngung mittels eines wiederbefüllbaren Mehrweg-CO2-Druckbehälters. Von diesem wird das CO2 über einen Druckminderer mit Nadelventil und einen damit verbundenen Schlauch in exakt regelbarer Dosierung in das Aquarienwasser geleitet. Auch die Verwendung von CO2 aus Hefegärung ist üblich und kommt vor allem bei kleineren Aquarien wie zum Beispiel einem Nano-Aquarium zum Einsatz. Durch den gasförmigen Eintrag des CO2 über einen längeren Zeitraum lässt sich ein effektiveres Pflanzenwachstum erzielen. Theoretisch ist diese Methode auch auf Garten- und Fischteiche übertragbar, doch abgesehen vom größeren und damit kostspieligen technischen Aufwand sind dabei zusätzliche Faktoren wie zum Beispiel Regenwasser oder Verdunstung zu berücksichtigen.

### Wechselwirkungen
Wenn zu viel Kohlenstoffdioxid im Wasser gelöst ist, wird die Atmung der Fische behindert. Ferner kann bei geringer Carbonathärte (KH-Wert) ein Säuresturz eintreten, bei dem sich der pH-Wert im Extremfall um bis zu 5 Einheiten vermindern kann. Ätzende Bedingungen können zwar mit Kohlensäure nicht erreicht werden, aber manche Wasserorganismen reagieren empfindlich auf niedrige pH-Werte.
Die in der Aquaristik verbreitete Annahme, dass durch Kohlenstoffdioxid-Zugabe die Wasserhärte allmählich abgesenkt werden kann, trifft nicht zu. Ein Härteverlust tritt dagegen ein, wenn bei Mangel an Kohlenstoffdioxid Kalk abgeschieden wird. Dieser kann durch Zufuhr von CO2 jedoch wieder in Lösung gebracht und die Härte wiederhergestellt werden.